# Megalastrum karstenianum
Megalastrum karstenianum là một loài thực vật có mạch trong họ Dryopteridaceae. Loài này được (Klotzsch) A. Rojas mô tả khoa học đầu tiên năm 2001.